# برنارد بيل
برنارد بيل (بالإنجليزية: Bernard Belle)‏ هو موسيقي أمريكي، ولد في 12 نوفمبر 1964 في إنغلوود في الولايات المتحدة.

## وصلات خارجية
- برنارد بيل على موقع IMDb (الإنجليزية)
- برنارد بيل على موقع ميوزك برينز (الإنجليزية)
- برنارد بيل على موقع أول ميوزيك (الإنجليزية)
- برنارد بيل على موقع ديسكوغز (الإنجليزية)